# Onorio elegge Costanzo suo cogovernatore
Onorio elegge Costanzo suo cogovernatore, è un dipinto a olio su tela (62 x 61 cm) realizzato nel 1740, dal pittore italiano Giambattista Pittoni.